# Rincón Ramírez
Rincón Ramírez är en ort i Mexiko.   Den ligger i kommunen Huatusco och delstaten Veracruz, i den sydöstra delen av landet, 230 km öster om huvudstaden Mexico City. Rincón Ramírez ligger 1 073 meter över havet och antalet invånare är 151.
Terrängen runt Rincón Ramírez är kuperad. Runt Rincón Ramírez är det ganska tätbefolkat, med 139 invånare per kvadratkilometer. Närmaste större samhälle är Huatusco de Chicuellar, 6,9 km nordväst om Rincón Ramírez. I omgivningarna runt Rincón Ramírez växer i huvudsak städsegrön lövskog.